# Nâzım Hikmet
Nazım Hikmet Ran (Salónica, Imperio otomano, 15 de enero de 1902-Moscú, 3 de junio de 1963) fue un poeta y dramaturgo turco, considerado en Occidente el poeta más importante en lengua turca del siglo XX. Sus obras han sido traducidas a numerosos idiomas. Largamente exiliado de su país de origen a causa de su militancia comunista, murió en 1963 como ciudadano polaco. 

## Biografía
Nació en la ciudad griega de Salónica, que en la época de su nacimiento formaba parte del Imperio otomano. Aunque en realidad había nacido dos meses antes, su nacimiento se registró el 15 de enero de 1902, y ésta fue considerada la fecha oficial. Nació en un ambiente intelectual: su abuelo había sido poeta; su padre, Nazım Hikmet Bey, era un alto funcionario imperial, y su madre, Ayşe Dshalila, una destacada pintora. Estudió en el liceo francés Galatasaray de Estambul, y más adelante en la escuela naval de Turquía, aunque no llegó a embarcarse a causa de su estado de salud. Durante la guerra de independencia, se unió a Atatürk en Anatolia y ejerció de maestro en Bolu. En 1921, impresionado por la Revolución Bolchevique, viajó a la URSS. Estudió sociología y ciencias económicas en la Universidad de Moscú e ingresó en el TKP, el Partido Comunista de Turquía.
En diciembre de 1924 regresó a Estambul y se incorporó a la redacción del diario Aydınlık (Claridad), órgano del TKP, que fue clausurado por las autoridades en febrero del año siguiente, coincidiendo con las medidas excepcionales que el Gobierno había adoptado tomando como pretexto un alzamiento kurdo. Los colaboradores de Aydınlık fueron detenidos y procesados. Nazım Hikmet logró evitar ser arrestado huyendo a Esmirna y pasando a la clandestinidad. Juzgado en rebeldía, fue condenado a 15 años de cárcel, por lo que en septiembre de 1925 se exilió en la Unión Soviética. Allí tomó parte en la creación de un teatro-estudio (METLA), que desapareció en marzo de 1927. 
Regresó sin pasaporte a Turquía en 1928 y durante los seis meses que pasó en prisión se dedicó a escribir para el diario Akşam poemas, novelas, relatos, artículos, ensayos y teatro. En 1929 publicó sus libros de poemas 835 líneas, La Gioconda y Si-Ya-U. En esta época formó parte también del comité de redacción de la revista vanguardista Resimli Ay (Mensual Ilustrado), que causó gran revuelo en medios intelectuales. Conoce entonces a su futura primera esposa, Pirayé, que entonces contaba apenas 22 años. 
En 1930 publica dos nuevos poemarios, Varan 3 (Y van 3) y 1+1=2, el segundo en colaboración con Nail V. (Nail Çakirhan); en 1931, La ciudad que perdió la voz, ilustrada por Abidin Dino; y, en 1932, la antología de poemas Telegrama nocturno, y ¿Por qué se ha suicidado Benerci?. También escribió obras teatrales: Kafatası (El cráneo) y La casa de un muerto, estrenadas ambas en Estambul en 1932. 
En 1933 fue detenido y encarcelado, acusado de asociación ilegal y de pretender implantar un régimen comunista, aunque en 1935 se benefició de una amnistía general. Al salir de la cárcel contrajo matrimonio con Pirayé. En los años treinta publica dos de sus obras más importantes: los poemas narrativos La epopeya del jeque Bedreddin (Şeyh Bedrettin Destanı, 1936), en la que glosa la figura de un líder religioso revolucionario del siglo XIV; y Cartas a Taranta Babd (Taranta Babu'ya Mektuplar, 1935), sobre la invasión de Etiopía por las tropas de Benito Mussolini.
En 1938 fue condenado a 28 años y 4 meses de prisión por sedición. Pasó doce años en la cárcel. En la cárcel de Bursa conoció a los jóvenes Orhan Kemal, futuro gran escritor, e Ibrahim Balaban, que alcanzaría el éxito con su obra pictórica. Durante su permanencia en prisión contrajo matrimonio con Münevver Andaç (fue su segundo matrimonio). En la cárcel escribió sus Poemas de las 22-23 horas, y su obra más ambiciosa, Paisajes humanos de mi país, en la que se proponía retratar a su pueblo en diferentes momentos históricos. 
Gracias a una importante campaña internacional para pedir su liberación, es amnistiado en 1951. Ese mismo año abandona Turquía para siempre. Despojado de su nacionalidad turca, terminó su vida en el exilio con ciudadanía de Polonia. En 1952 se trasladó definitivamente a Moscú. Murió de un ataque al corazón en la capital rusa en junio de 1963.
En el año 2009 y de manera póstuma, el gobierno turco decidió devolverle de nuevo la nacionalidad turca.

## Obra
Hikmet abandonó las formas métricas tradicionales de la poesía turca en busca de nuevas formas de expresión. Esta búsqueda formal alcanzó su momento culminante durante sus primeros años en la URSS, entre 1922 y 1925. En esta época comenzó a utilizar el verso libre. Su obra está muy influenciada por la poesía de Maiakovski y de los futuristas rusos. 
La obra de Hikmet se caracteriza por el compromiso político. Uno de sus poemas, traducido al inglés como "I Come and Stand at Every Door" ('Soy yo quien toco a toda puerta' - también conocida como 'Niña de Hiroshima'), fue musicalizado por varios cantautores norteamericanos (entre ellos Pete Seeger y los Byrds, en cuyo disco Fifth Dimension figura la canción). Relata el horror de Hiroshima desde la perspectiva de una niña de siete años pulverizada en dicho holocausto y es uno de los más duros alegatos contra la guerra jamás escritos. La agrupación Aguaviva interpreta el tema en su LP de 1971.
Su poema «El gigante de ojos azules» también fue musicalizado por los argentinos Juan Carlos Baglietto y Dina Rot.
Hikmet solía decir: "Soy poeta, / voy silbando por las calles / y dibujando en las paredes /mis poemas en forma de rayos...".

## Traducciones al español
- Duro oficio el exilio, Ediciones Lautaro, Buenos Aires, 1959 (también en La Habana, 1975 y Batlló, Barcelona, 1976).
- La miel de la esperanza y otros poemas precedidos de un mensaje a los poetas, La Habana, 1961
- Selime, hijo de Chabane y su libro, Veracruz, Instituto Veracruzano de Cultura (Cuadernos del Baluarte), 1995
- Leyenda de amor (pieza en tres actos y cinco cuadros), Ariadna, Buenos Aires, 1964
- Antología, Visor, Madrid, 1970. ISBN 84-7053-024-0. Traducción de Soliman Salom
- La vida es linda, hermano, Futuro, Buenos Aires, 1965
- Antología poética, Quetzal, Buenos Aires, 1974
- Poemas, Ed. Arte y Literatura, La Habana, 1978
- La nube enamorada, Guadarrama, Ediciones del Oriente y del Mediterráneo, 1989. ISBN 84-87198-02-3
- Últimos poemas I (1959-1960-1961), Guadarrama, Ediciones del Oriente y del Mediterráneo, 2000. ISBN 84-87198-60-0
- Poemas finales. Últimos poemas II (1962-1963), Guadarrama, Ediciones del Oriente y del Mediterráneo, 2008. ISBN 978-84-87198-75-5
- Paisajes humanos de mi país, Guadarrama, Ediciones de Oriente y del Mediterráneo, 2024, ISBN 978-84-125124-41